# Bessay-sur-Allier
Bessay-sur-Allier település Franciaországban, Allier megyében. Lakosainak száma 1384 fő (2022. január 1.). Bessay-sur-Allier Chemilly, La Ferté-Hauterive, Gouise, Neuilly-le-Réal, Saint-Gérand-de-Vaux és Toulon-sur-Allier községekkel határos.

## Népesség
A település népességének változása:
| Lakosok száma | 1207 | 1331 | 1329 | 1405 | 1393 | 1357 | 1335 | 1328 | 1347 | 1384 |
|               | 1968 | 1982 | 1990 | 2006 | 2013 | 2015 | 2017 | 2019 | 2020 | 2022 |